# علي شاهين (سياسي)
علي شاهين هو قاضي ومحامي وسياسي تركي، ولد في 1934 في Andırın ‏ في تركيا. نشط حزبياً في حزب الشعب الجمهوري. وقد انتخب عضو في البرلمان التركي.